# Алессіо Абібі
Алессіо Абібі (алб. Alessio Abibi; нар. 4 грудня 1996, Умбертіде, Італія) — албанський футболіст, воротар ірландського клубу «Дандолк». Має також італійське громадянство.

## Клубна кар'єра
Народився в місті Умбертіде. Вихованець «Пескари». Дорослу футбольну кар'єру розпочав 2014 року в скромному італійському клубі «Фоліньйо». Потім виступав за інший італійський клуб «Альтовічентіно», а також за іспанську команду «Ельденсе». З 2017 по 2019 рік захищав кольори албанського клубу «Тирана».
У серпні 2019 року уклав договір з представником Серії C «Авелліно». 31 січня 2020 року переїхав до «Кавезе». 10 вересня 2020 року приєднався до «Кастріоті», але вже через два місяці залишив розташування клубу. Потім перебував на контракті в скромному італійському клубі «Кавезе», але в його складі не зіграв жодного офіційного матчу.
5 січня 2021 року підписав контракт з командою ірландської Прем'єр-ліги «Дандолк» після відходу з клубу Гарі Роджерса (пенсія) та Аарона Маккері (перейшов у «Кліфтонвілл»). Дебютував у новому клубі 12 березня 2021 року в Кубку президента 2021 року, який його команда виграла в серії післяматчевих пенальті з рахунком 4:3 (після нічиєї в основний та додатковий час, 1:1). У вище вказаному поєдинку Алессіо завадивши 3 гравцям «Шемрок Роверс» реалізувати пенальті та допоміг команді виграти трофей.

## Кар'єра в збірній
З 2015 по 2016 рік провів 6 поєдинків у футболці юнацької збірної Албанії (U-19).

## Досягнення

### Клубні
«Тирана»
- Суперкубок Албанії
  -  Володар (1): 2017

- Перший дивізіон Албанії
  -  Чемпіон (1): 2017/18

«Дандолк»
- Кубок Президента
  -  Володар (1): 2021